# Dret penitenciari
El dret penitenciari és la branca del dret que s'ocupa de l'execució de les penes i mesures de seguretat privatives de llibertat o de drets. Es constitueix com una disciplina jurídica a començaments del segle xx.
Com a ciència penitenciària també qualifica la doctrina jurídica dedicada als temes relatius a l'execució de la pena privativa de llibertat i de totes les sancions alternatives (que s'anomenen mesures penals alternatives) que la legislació imposa com a conseqüència jurídica i punitiva per la comissió d'un fet tipificat com a delicte o falta.

## Antecedents
La privació de llibertat com a pena per la comissió d'un fet antijurídic, culpable i punible (un delicte) és una tècnica penal relativament recent. Fins molts segles després de l'edat mitjana el que s'imposava eren càstigs corporals, treballs forçats i la pena de mort.
Les presons es concebien com a llocs de trànsit fins al moment del judici o l'execució de la pena. Més endavant, les presons, arran del fracàs del catàleg de penes descrit, es va configurar la pena privativa de llibertat per tal de:
- Corregir el culpable i dissuadir la societat (prevenció especial i general)
- Aïllar el delinqüent
- Garantir la seguretat
- Contribuir a millorar l'economia de l'època

## Regulació espanyola
Les fonts del dret penitenciari a Espanya són la Constitució espanyola de 1978, la Llei orgànica 1/1979 general penitenciària Arxivat 2015-02-04 a Wayback Machine., el Reglament penitenciari Arxivat 2022-07-08 a Wayback Machine. (Reial decret 190/1996) i el Codi penal.
Hi ha fonts extralegals que, a Espanya, són les ordres i circulars de la Secretaria General d'Institucions Penitenciàries i a Catalunya de la Direcció General de Serveis Penitenciaris del Departament de Justícia. I també ho són la jurisprudència del Tribunal Constitucional i el Tribunal Suprem.
El costum o l'ús penitenciari no té caràcter de font per causa del principi de legalitat i les garanties que se'n deriven.
La finalitat de la presó, resumida a l'article 25.2 de la Constitució, és que les penes i mesures de seguretat estan orientades a la reeducació i la reinserció social.
La legislació espanyola estableix que el mitjà per assolir la resocialització és el tractament penitenciari que defineix com:
1. El conjunt d'activitats directament adreçades a assolir la reeducació i la reinserció social dels penats.
2. El tractament pretén fer de l'intern una persona amb la capacitat i intenció de viure respectant la llei penal i subvenir les seves pròpies necessitats. Així, es procurarà, en la mesura que sigui possible, desenvolupar una activitat de respecte a ells mateixos i de responsabilitat individual i social respecte de la seva família, el proïsme i la societat en general.

La Llei orgànica general penitenciària de 26 de setembre de 1979 va crear la figura del jutge de vigilància penitenciària que en altres països s'anomena jutge d'execució de penes. Les seves atribucions es detallen a l'article 76 de la Llei orgànica i fan referència a protegir els drets dels interns enfront de possibles decisions arbitràries de l'Administració penitenciària (autoritzar permisos, classificació, regressió i progressió de grau, aprovar algunes sancions...)